# سورگ (بیرجند)
سورگ روستایی در دهستان باقران بخش مرکزی شهرستان بیرجند استان خراسان جنوبی ایران است. بر پایه سرشماری عمومی نفوس و مسکن در سال ۱۳۹۰ جمعیت این روستا ۹۵ نفر (در ۳۵ خانوار) بوده‌است. میلاد سورگی بازیکن تیم پرسپولیس تهران اهل این روستا است

### معنی سورگ در لغت نامه دهخدا
سورگ . [ رَ ] (اِخ ) دهی است از دهستان نهارجانات بخش حومه ٔ شهرستان بیرجند. دارای 388 تن سکنه . آب آن از قنات . محصول آنجا غلات ، میوه جات ، زعفران ، ابریشم . شغل اهالی زراعت و قالی بافی است . (از فرهنگ جغرافیائی ایران ج 9).
سورگ یکی از روستاهای ییلاقی بخش مرکزی شهرستان بیرجند است که در فاصله ۱۹ کیلومتری مرکز استان (۱۵ کیلومتر اصلی و ۴ کیلومتر فرعی) در مسیر جاده بیرجند- زاهدان و در دامنه رشته کوه باقران قرار گرفته است.
این روستا از شمال به بهلگرد، از جنوب به بهدان، از شرق به خراشاد و از غرب به رشته کوه باقران محدود می شود و سرناوه، فخریز، گلریز، طاهرآباد، حیدرآباد و کلاته رمضانی را هم شامل می شود.
آب آشامیدنی و کشاورزی سورگ از یک رشته قنات و ۵ چشمه آب شیرین تامین می شود و محصولات عمده آن سیب زمینی، شلغم، چغندر، هویج، زرشک، زعفران، گردو، بادام، عناب و پسته می باشد که اهالی پس از برداشت مایحتاج و نیاز سالانه، بقیه را در بازار بیرجند به فروش می رسانند. قنات بزرگ روستای سورگ حدودا ۲ هزار متر طول و عمق مادر چاه آن به بیش از ۵۰ متر می رسد، که این قنات پس از طی مسیرهای پرپیچ و خم رودخانه عبور از داخل باغ های بهدان به باغ ها و زمین های کشاورزی سورگ می رسد. این قنات به دلیل قرار گرفتن در بستر رودخانه با اندک سیلی آب دهی آن زیاد و به همان اندازه در آخر فصل تابستان میزان آب آن کاهش می یابد. برای تامین آب شرب روستا از دشت سربیشه توسط شرکت آب و فاضلاب روستایی لوله کشی انجام گرفته که ابتدا وارد مخزن و سپس به منازل انشعاب داده شده است.
ساختمان های قدیمی سورگ طوری ساخته شده اند که حیاط منزل در وسط و خانه ها دور تا دور حیاط قرار دارند. هر خانه به طور جداگانه به حیاط راه دارد و همه اتاق ها هم معمولا از داخل به یکدیگر راه دارند. عرض دیوارهای قدیمی بین ۱۰۰ تا ۱۵۰ سانتیمتر می باشد و خانه های طبقه پایین معمولا گنبدی شکل و طبقه دوم با چوب پوشیده شده اند. مصالح به کار برده شده در خانه ها را با نوعی گل صابونی شکل به نام «شوشک» که دارای دو رنگ سیاه و زرد می باشد به ضخامت ۱۰- ۱۵ سانتی متر اندود می کرده اند و بعد از هر ۱۰ الی ۱۵ سال هم مجددا ترمیم می شده است.در این منازل معمولا ۲۰ الی ۳۰ اتاق وجود داشته و شاید ۴ تا ۸ خانوار با هم در یک منزل زندگی می کرده اند. در داخل هر خانه طاق، بخاری هیزمی، ایوان، هشتی و... وجود داشته که امروزه با ساخت بناهای جدید بیشتر آن ها منسوخ شده است. از انواع غذاهای محلی سورگ می توان به آب دوغ خیار گورماست، قروت(کشک)، غلور، آش برنج، کاچی، نان جوش، آبگوشت، شیربرنج و انواع اشکنه(مغز گردو، شیرین، گوجه فرنگی، دولخ باد و بنه) را نام برد.
در گذشته افراد یک خانواده با یکدیگر در ظرفی به نام تغارچه و با دست غذا می خوردند ولی حالا به شدت تحت تاثیر شهر درآمده اند. مردم سورگ درصورت داشتن میهمان از انواع پلو برای پذیرایی و در فصل میوه های موجود به عنوان دسر استفاده می کنند. در سورگ همه افراد خانواده با میهمان خود بر سر یک سفره غذا می خورند، وعده های غذایی آن ها شامل صبحانه، نیم چاشت، ناهار و شام است. صبحانه را با چای اول صبحدم و پیش از طلوع آفتاب و معمولا با کره گاوی یا گوسفندی یا پنیر و ماست و مربا یا تخم مرغ می خورند. نیم چاشت، را با چای در حدود ساعت ۱۰ صبح میل می کنند و چنانچه در مزرعه باشند چای را در فلاکس ریخته همراه خود می برند. ناهار را بعد از اذان و اقامه نماز ظهر و پس از صرف چای و شام را بعد از اذان مغرب صرف می کنند. داروهای گیاهی سورگ، گل بومادران، کاکوتی، گل زوفا، شوید، مستار، شنبلیله، آژقون، بادیان، گنده بو، کلپوره، کرابیه، گل گاوزبان، گل بنفشه، کرفس، مخلصه، آویشن، موسیر و اسپخنگور می باشد که برای درمان بیماری ها استفاده می شود.تن پوش های مردانه در این روستا با شهر بیرجند تفاوت چندانی ندارد، البته در محیط روستا مردها زیرشلواری یا شلوارهای مخصوص کار استفاده می کنند و معمولا کلاه بر سر دارند. خانم ها هم از روسری، چادر رنگی و پاچین (نوعی لباس تا زیر زانو) در محیط روستا استفاده کرده و هنگام آمدن به شهر یا میهمانی لباس کاملا رسمی می پوشند. پوشاک طبقات اجتماعی روستا به نسبت سطح فرهنگ و درآمد آنان خیلی تفاوت دارد افراد مستضعف و فقیر لباس مندرس می پوشند و با لباسی که به شهر می آیند زیاد فرقی نمی کند ولی افرادی که فرهنگ بالاتری دارند و اجتماعی تر هستند لباس روستایشان با لباس شهر جداست و به خصوص هنگام رفتن به شهر کلاه مشکی بر سر می گذارند و کت و شلوار می پوشند.